# Mimotropidema nigerrima
Mimotropidema nigerrima är en skalbaggsart som beskrevs av Stefan von Breuning 1964. Mimotropidema nigerrima ingår i släktet Mimotropidema och familjen långhorningar.
Artens utbredningsområde är Madagaskar. Inga underarter finns listade i Catalogue of Life.